# Зефір (кондитерський виріб)
Зефі́р — рід цукристих кондитерських виробів; отримують збиванням фруктово-ягідного пюре з цукром і яєчним білком, з наступним додаванням у цю суміш будь-якого з формотворчих (драглеутворюючих) наповнювачів: пектину, агарового сиропу, желатинової (мармеладної) маси.
Як добавки при виробництві зефіру застосовуються харчові кислоти, есенції, барвники.

## Історія
Англійський варіант слова зефір — «marshmallow» походить саме від англійської назви рослини алтея аптечного «marsh mallow». Сік цієї рослини був незамінним у процедурі виготовлення ласощів до середини 19 століття. Тільки у сучасних рецептах місце алтея зайняв желатин. В зефір додають агар-агар, а не желатин.

## Технологія виробництва
Зефір виробляється на агарі, пектині, фурцелларані і желатині.
Він формується методом відсадження у вигляді виробів різноманітної форми, найчастіше півкулі.
Зефір виготовляється як у неглазурованому, так і у глазурованому (покритим оболонкою) вигляді; основний глазур — шоколадний.
Технологія виробництва зефіру на пектині передбачає такі стадії: підготовка сировини; приготування суміші яблучного пюре з пектином і цукром-піском; приготування цукрово-патокового сиропу; приготування зефірної маси; структуроутворення зефірної маси і підсушування половинок зефіру; обсипання половинок зефіру цукровою пудрою і їхнє склеювання.
Технологія виробництва зефіру на агарі включає наступні основні стадії: підготовку сировини, приготування агар-цукрово-патокового сиропу; приготування зефірної маси; формування зефірної маси; структуроутворення зефірної маси і підсушування половинок зефіру; обсипання половинок зефіру цукровою пудрою і їхнє склеювання .
Одним з кулінарних родичів зефіру можна вважати крембо, а також сучасну фабрично-виготовлену пастилу.
Слід також зазначити, що, незважаючи на зовнішню схожість, маршмелоу і зефір — це різні страви: маршмелоу, на відміну від зефіру, не містить у своєму складі яєць.

## Дієтичні якості
Основою зефіру є багате на пектини фруктове пюре, яке є корисним. Проте має значення якість продукту взагалі і його склад зокрема.
Завдяки вмісту вуглеводів зефір (у обмежених кількостях) сприяє розумовій діяльності, а харчові волокна допомагають травленню.

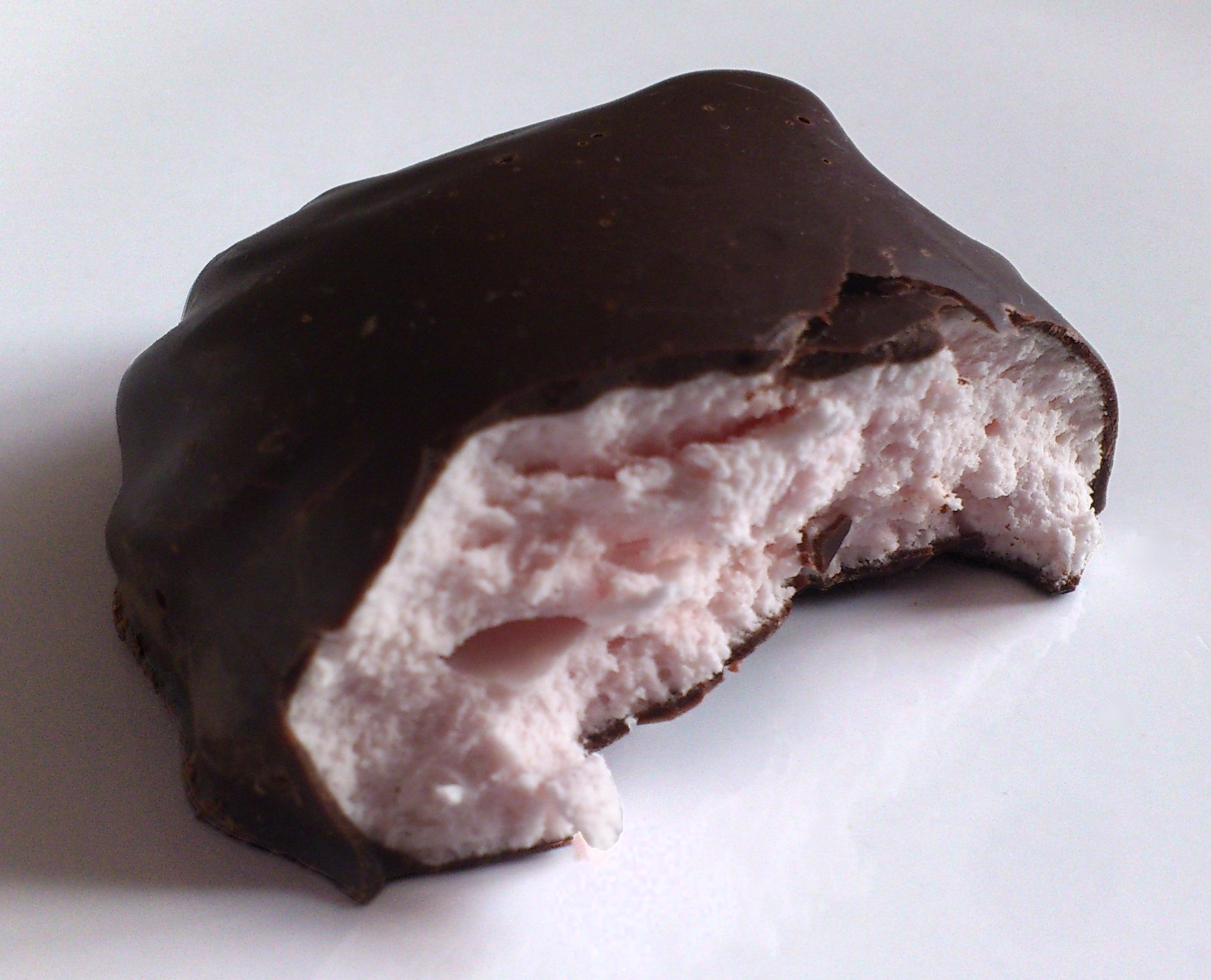
Зефір у шоколадній глазурі

## Приклади рецептів приготування зефіру у домашніх умовах

### Зефір яблучно-лимонний
Інгредієнти:
5-6 яблук, 1,5 склянки цукру, 6 яєчних білків, 1 ч. ложка лимонного соку, 2 ч. ложки желатину, ягоди з варення або подрібнені горіхи для прикраси.
Приготування
Вимиті яблука очистити від шкірки, розрізати навпіл і видалити серцевину. Підготовлені фрукти викласти на деко, підлити трохи води, щоб яблука не підгоріли, спекти в духовці й протерти крізь сито.
У отримане пюре додати цукор і, безперервно помішуючи, варити доти, поки суміш не загусне. Яєчні білки охолодити, збити в міцну піну і з'єднати з яблучним пюре. Потім обережно ввести лимонний сік і розчинений у невеликій кількості води желатин, знову перемішати, розкласти у форми і поставити в холодильник на кілька годин.
Коли зефір застигне, викласти його з формочок на тарель і прикрасити ягодами з варення чи шматочками горіхів.

### Зефір вершково-яблучний
Інгредієнти:
3-4 великих яблук, 1,5 склянки густих вершків, 1/2 склянки цукру, 1 яєчний білок, 1/2 ч. ложки кориці, тістечка безе для прикраси.
Приготування
Яблука вимити, викласти на деко, підлити трохи води, поставити у нагріту духовку і спекти до м'якості, після чого вийняти, злегка остудити, видалити серцевину, а м'якоть перетерти крізь сито. Потім додати цукор, яєчний білок, корицю, поставити на лід або в посуд з холодною водою і збивати з допомогою міксера до тих пір, поки маса не загусне і не побіліє. Після цього додати збиті в густу піну вершки, ретельно перемішати, викласти гіркою на тарель, згладити мокрою ложкою поверхню, прикрасити маленькими тістечками безе і подавати до столу.
Можна також заморозити зефір і подати, як сказано у попередньому рецепті.

### Зефір вершково-горіховий
Інгредієнти:
3 склянки густих вершків, 1 склянка цукру, 1 паличка ванілі, 2-3 ст. ложки очищеного мигдалю.
Приготування
Вершки викласти в миску, поставити її в посуд з льодом або холодною водою і збити з допомогою міксера в густу піну. Потім поступово, не припиняючи збивання, додати цукор, змішаний з розітертою у порошок ваніллю, і подрібнений мигдаль.
Отриману масу викласти у невеликі формочки, згладити поверхню змоченою у воді ложкою і поставити в холодильник на 2-3 години, щоб зефір застиг.
Після цього формочки з готовим зефіром вмочити в теплу воду, перекинути їх на блюдо, зефір красиво розкласти і подати до чаю.

### Зефір з яблучного пюре
Інгредієнти:
6 яблук, 1 склянка цукру, 2 склянки густих вершків, 1 яєчний білок, 1 ч. ложка лимонного соку, 1 / 3 пакетика ваніліну.
Приготування
Стиглі яблука підготувати, спекти і протерти через сито. Потім, розмішуючи, поступово всипати цукор, ввести сирий яєчний білок і вимішувати до отримання однорідної маси. Посуд з пюре помістити у форму з колотим льодом або холодною водою і збивати міксером доти, поки не вийде густа суміш білого кольору.
Окремо збити вершки, щоб вийшла міцна піна, з'єднати їх з яблучним пюре і обережно перемішати.
Готовий зефір розкласти в невеликі фігурні формочки, поставити в холодильник і дати застигнути.